# Flanagan And Allen
 (février 2025).
Si vous disposez d'ouvrages ou d'articles de référence ou si vous connaissez des sites web de qualité traitant du thème abordé ici, merci de compléter l'article en donnant les références utiles à sa vérifiabilité et en les liant à la section « Notes et références ».
 (septembre 2024).
La mise en forme du texte ne suit pas les recommandations de Wikipédia : il faut le « wikifier ».
Les points d'amélioration suivants sont les cas les plus fréquents :
- Les titres sont pré-formatés par le logiciel. Ils ne sont ni en capitales, ni en gras.
- Le texte ne doit pas être écrit en capitales (les noms de famille non plus), ni en gras, ni en italique, ni en « petit »…
- Le gras n'est utilisé que pour surligner le titre de l'article dans l'introduction, une seule fois.
- L'italique est rarement utilisé : mots en langue étrangère, titres d'œuvres, noms de bateaux, etc.
- Les citations ne sont pas en italique mais en corps de texte normal. Elles sont entourées par des guillemets français : « et ».
- Les listes à puces sont à éviter, des paragraphes rédigés étant largement préférés. Les tableaux sont à réserver à la présentation de données structurées (résultats, etc.).
- Les appels de note de bas de page (petits chiffres en exposant, introduits par l'outil «  Source ») sont à placer entre la fin de phrase et le point final[comme ça].
- Les liens internes (vers d'autres articles de Wikipédia) sont à choisir avec parcimonie. Créez des liens vers des articles approfondissant le sujet. Les termes génériques sans rapport avec le sujet sont à éviter, ainsi que les répétitions de liens vers un même terme.
- Les liens externes sont à placer uniquement dans une section « Liens externes », à la fin de l'article. Ces liens sont à choisir avec parcimonie suivant les règles définies. Si un lien sert de source à l'article, son insertion dans le texte est à faire par les notes de bas de page.
- La présentation des références doit suivre les conventions bibliographiques. Il est recommandé d'utiliser les modèles {{Ouvrage}}, {{Chapitre}}, {{Article}}, {{Lien web}} et/ou {{Bibliographie}}. Le mode d'édition visuel peut mettre en forme automatiquement les références.
- Insérer une infobox (cadre d'informations à droite) n'est pas obligatoire pour parachever la mise en page.

Pour une aide détaillée, merci de consulter Aide:Wikification.
Si vous pensez que ces points ont été résolus, vous pouvez retirer ce bandeau et améliorer la mise en forme d'un autre article.
Flanagan And Allen étaient un duo britannique de chant et de comédie le plus actif dans les années 1930 et 1940. Ses membres étaient Bud Flanagan (1896-1968, né Chaim Weintrop) et Chesney Allen (1894-1982). Ils ont d'abord été jumelés dans une revue de Florrie Forde et ont été réservés par Val Parnell pour apparaître au Weston’s Music Hall en 1929.

## Carrière
Comme Music-hall comédiens, ils présentaient souvent un mélange de comédie et de musique dans leur numéro ; cela a conduit à une carrière d'enregistrement réussie en duo et à des rôles au cinéma et à la télévision. Juste avant et pendant la Seconde Guerre mondiale, ils sont apparus dans plusieurs films réalisés par Marcel Varnel et John Baxter. Flanagan et Allen étaient tous deux également membres du Crazy Gang et ont travaillé avec cette équipe pendant de nombreuses années parallèlement à leur carrière en double acte.
Les chansons de Flanagan et Allen présentaient le même humour, généralement doux, pour lequel le duo était connu dans leurs performances live, et pendant la Seconde Guerre mondiale, elles reflétaient les expériences des gens ordinaires en temps de guerre. Des chansons telles que "Nous allons étendre le linge sur la ligne Siegfried" se moquaient des défenses allemandes (ligne Siegfried), tandis que d'autres, dont "Miss You", chantaient la disparition de sa chérie lors d'absences forcées. D'autres chansons, comme leur plus célèbre, "Underneath the Arches" (que Flanagan a co-écrit avec Reg Connelly),[1] et la chanson "Umbrella Man" (qui a été utilisée dans de nombreux dessins animés de Merrie Melodies et Looney Tunes), avaient des thèmes universels comme l'amitié. La musique était généralement mélodique, suivant une structure de couplet binaire, de chœur de couplet, avec un petit groupe de danse ou un orchestre fournissant l'accompagnement. Le chant était distinctif car, alors que Flanagan était au moins un chanteur compétent et chantait les lignes mélodiques, Allen utilisait une prestation presque parlée pour fournir les harmonies et la ligne de basse. Le duo est apparu au London Palladium lors de la première Royal Variety Performance en 1932.
Les enregistrements de Flanagan et Allen et du duo sont toujours usurpés par des professionnels et des amateurs. Les Royal Variety Performances ont parfois mis en vedette des gens « faisant un Flanagan et Allen », notamment Roy Hudd et Christopher Timothy, [1] Bernie Winters et Leslie Crowther. En 1980, ces deux derniers figuraient dans un drame musical unique intitulé Bud & Ches, sur le duo produit par ATV pour le réseau ITV. Allen lui-même est apparu en 1980 avec Billy Dainty jouant le rôle de Bud Flanagan.
En 1971, la dernière équipe de comédiens Morecambe and Wise, qui exprimait souvent leur admiration pour Flanagan et Allen, enregistra un album hommage, Morecambe and Wise Sing Flanagan and Allen (Phillips 6382 095), dans lequel ils interprétaient certains des morceaux les plus connus de l'équipe précédente. des chansons dans leur propre style, sans chercher à imiter les originaux.
Flanagan a chanté la chanson thème principale, "De qui pensez-vous que vous plaisantez, M. Hitler?" pour la comédie de la BBC Television 1968-1977 Dad's Army, une émission sur la Home Guard en temps de guerre.
La chanson de Flanagan et Allen « Run, Rabbit, Run » a connu un renouveau surprenant en 2016-2017, figurant en bonne place dans deux films : Get Out de Jordan Peele et Miss Peregrine et les Enfants particuliers de Tim Burton.

## Liste sélectionnée de chansons de Flanagan et Allen
- Run, Rabbit, Run
- Underneath the Arches
- Where the Arches Used To Be We're Going to Hang out the Washing on the Siegfried Line
- The Umbrella Man
- Shine on Harvest Moon
- Miss You
- Are You Havin' Any Fun?
- I Don't Want to Walk Without You
- The Galloping Major
- What More Can I Say
- If a Grey Haired Lady Says "How's Your Father? (That's Mademoiselle from Armentieres)

## Filmographie
- A Fire Has Been Arranged (1934)
- Underneath the Arches (1937)
- Alf's Button Afloat (1938)
- Gasbags (1940)
- We'll Smile Again (1942)
- Theatre Royal (1943)
- Here Comes the Sun (1946)
- Dunkirk (1958)